# Metarhodactis boninensis
Metarhodactis boninensis är en korallart som beskrevs av Oscar Henrik Carlgren 1943. Metarhodactis boninensis ingår i släktet Metarhodactis och familjen Discosomatidae. Inga underarter finns listade i Catalogue of Life.